# Karl-Ludwig Voss
Karl-Ludwig Voss (* 16. Januar 1940 in Breslau; † 13. Mai 2018 in Reddehausen) war ein deutscher evangelisch-lutherischer Theologe und Dekan.

## Leben
Voss studierte von 1960 bis 1964 evangelische Theologie in Marburg, Göttingen und an der Universität Lund (Schweden). 1965 wurde er in Lund ordiniert. Er war von 1966 bis 1968 Pfarrer an der Sankt-Marien-Kirche in Helsingborg. 1968 wurde er an der Philipps-Universität in Marburg promoviert und war anschließend von 1968 bis 1994 Gemeindepfarrer in Niedergrenzebach (Schwalm). Von 1994 bis 2005 war er Dekan des Kirchenkreises Marburg-Land. 
Am 13. Mai 2018 ist er in seinem Haus in Reddehausen gestorben und hinterlässt seine Ehefrau Margareta und drei Kinder. Sein Grab befindet sich in Schweden.

## Hymnologie
Voss übertrug das Lied Se, vi går upp till Jerusalem des schwedischen Pfarrers und Kirchenliederdichters Paul Nilsson 1970 aus der schwedischen Sprache ins Deutsche (Wir gehn hinauf nach Jerusalem). Biblischer Ausgangspunkt des Liedes ist der Wochenspruch aus dem Lukasevangelium 18,31: „Seht, wir gehen hinauf nach Jerusalem und es wird alles vollendet werden, was geschrieben ist durch die Propheten von dem Menschensohn.“ In der Folge wurde das Kirchenlied in den Regionalteil der Evangelischen Gesangbücher von Hessen-Nassau und Kurhessen-Waldeck aufgenommen (EG 545). 
Im schwedischen Gesangbuch wird Dänemark als Herkunft der Volkslied-Melodie vermutet. Enthalten ist die Melodie bereits im „Arebos“-Psalter von 1627.
Das Lied wird seit 2018 in der Evangelischen Kirche in Deutschland als ein Wochenlied für den letzten Sonntag der Vorfastenzeit, Estomihi, vorgeschlagen.
Auch im neuen Gesangbuch Wo wir dich loben, wachsen neue Lieder – plus von 2018 ist dieses Lied von Karl-Ludwig Voss unter der Nummer 217 vertreten.